# Bordură

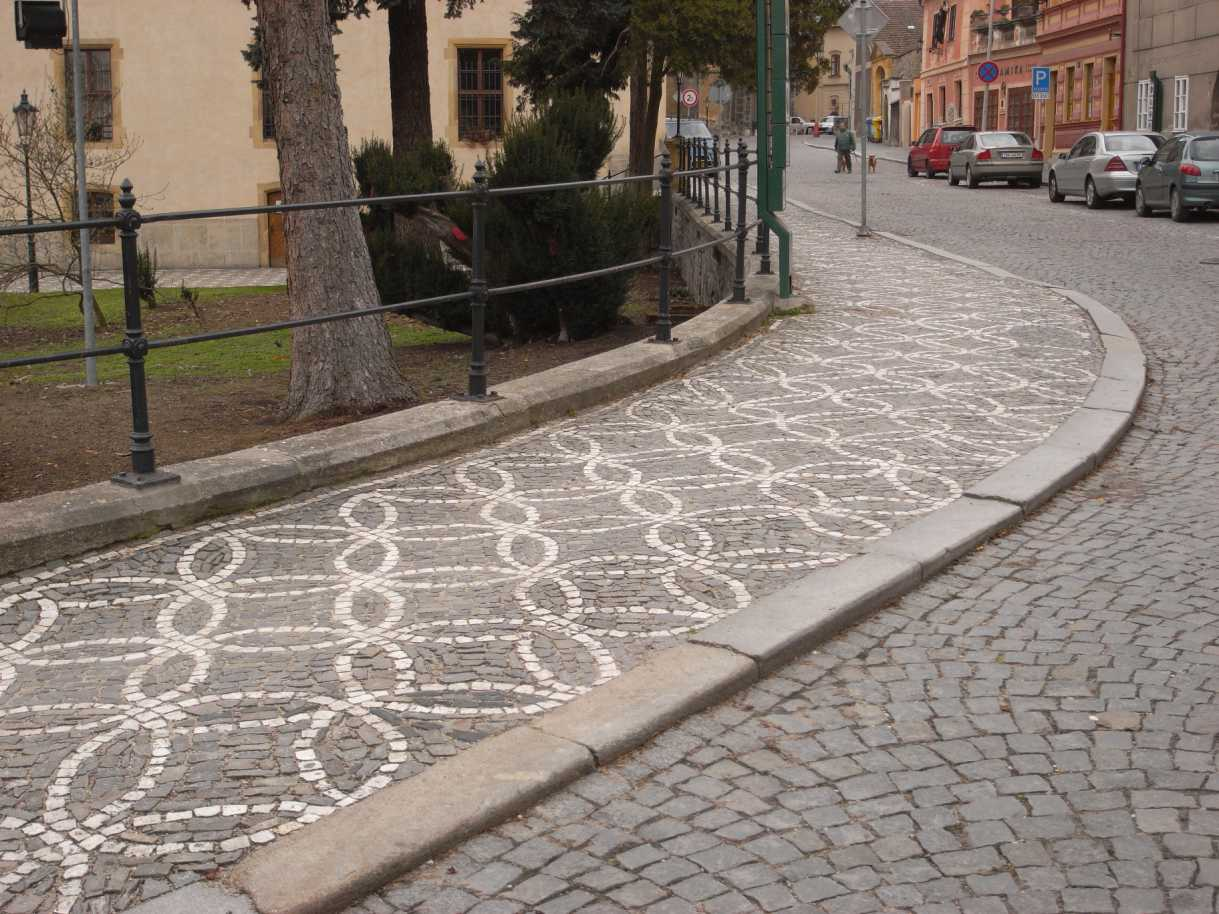
Trotuar cu bordură de granit.

Bordura este marginea trotuarului care se întâlnește cu drumul.

## Istorie
Deși bordurile au fost folosite de-a lungul istoriei, doar din secolul 18 au început să fie folosite pe scară largă, ca parte a încercărilor de a înfrumuseța orașele.

## Utilitate
Bordurile au rolul de a separa drumul de trotuar și de a descuraja șoferii să-și parcheze mașinile pe trotuar. De asemenea asigură suport structural pentru marginea pavajului. Bordurile pot servi de asemenea și pentru dirijarea apei de ploaie sau a zăpezii și a gheții topite spre canalele de scurgere. De asemenea mai intervine și aspectul estetic - bordurile arată formal și finisat.